# Aeroportul Internațional Tabarka-Ain Draham
Aeroportul Internațional Tabarka-Ain Draham (IATA: TBJ, ICAO: DTKA) este un aeroport din Tabarka, Guvernoratul Jendouba, Tunisia ce deservește zona Tabarka. A fost deschis în 1992 și numit după zona deservită.
Situat la o altitudine de 70 m, aeroportul dispune de o singură pistă. Este operat de Tunisian Civil Aviation & Airports Authority⁠(d).